# Vasco Martinz de Resende
Vasco Martinz de Resende est un troubadour portugais du XIVe siècle.

## Biographie
Vasco Martinz de Resende est un noble portugais du nord du Portugal. De sa famille maternelle, il hérite de la terre de Resende, dans la vallée du Douro. Il a fait partie de l'entourage du roi Alphonse IV (1291-1357).
De sa poésie, on ne connaît qu'une œuvre : un tenzón d'amour avec Afonso Sanches. Elle se rattache à la phase finale de la poésie médiévale galaïco-portugaise.
Il est l'ancêtre de l'humaniste André de Resende. 